# Friedrich Alpers
Friedrich Ludwig Herbert Alpers, auch Fritz Alpers genannt (* 25. März 1901 in Sonnenberg; † 3. September 1944 bei Mons, Belgien), war ein deutscher NSDAP-Politiker, Minister des Freistaates Braunschweig, SA- und SS-Mitglied, Generalforstmeister, Staatssekretär und SS-Obergruppenführer. Alpers ist für zahlreiche Verbrechen der Nationalsozialisten in Braunschweig mitverantwortlich.

## Leben

### Frühe Jahre
Nach dem Abitur am Martino-Katharineum in Braunschweig war Alpers von Mai 1919 bis 1. März 1920 Mitglied des Freikorps Maercker und nahm an dessen Kämpfen in Sachsen und Thüringen teil. Anschließend studierte er Rechts- und Staatswissenschaften an den Universitäten Heidelberg, München und Greifswald. 1921 wurde er Mitglied des Corps Brunsviga München. 1923 war er zunächst Rechtsreferendar, dann aber zwei Jahre kaufmännischer Volontär (unter anderem in der Schweiz und in Großbritannien), so dass er das Zweite Juristische Staatsexamen zum Rechtsassessor erst Anfang 1929 ablegte. Anschließend arbeitete er bis 1933 als Rechtsanwalt in Braunschweig.

### NSDAP- und SS-Mitglied
Zum 1. Juni 1929 trat Alpers in die NSDAP (Mitgliedsnummer 132.812) ein und zum 1. Mai 1930 in die SA, von der er zum 1. März 1931 in die SS (SS-Nummer 6.427) wechselte. Dort war er sehr aktiv und machte schnell Karriere; 1932 wurde er Sturmbannführer, 1933 SS-Standartenführer und 1943 SS-Obergruppenführer, sein höchster Rang. Seit Oktober 1930 war er Mitglied des Braunschweigischen Landtags.
Aufgrund von Beschwerden aus der NSDAP wegen Gewaltexzessen seitens Alpers’ während der Machtübernahme der Nationalsozialisten in Braunschweig wurde er zweimal vorübergehend als SS-Führer suspendiert. 1933 sorgte er persönlich dafür, dass Braunschweiger Anwaltskammer und der Braunschweigische Landtag gleichgeschaltet wurden.

#### Minister im Freistaat Braunschweig

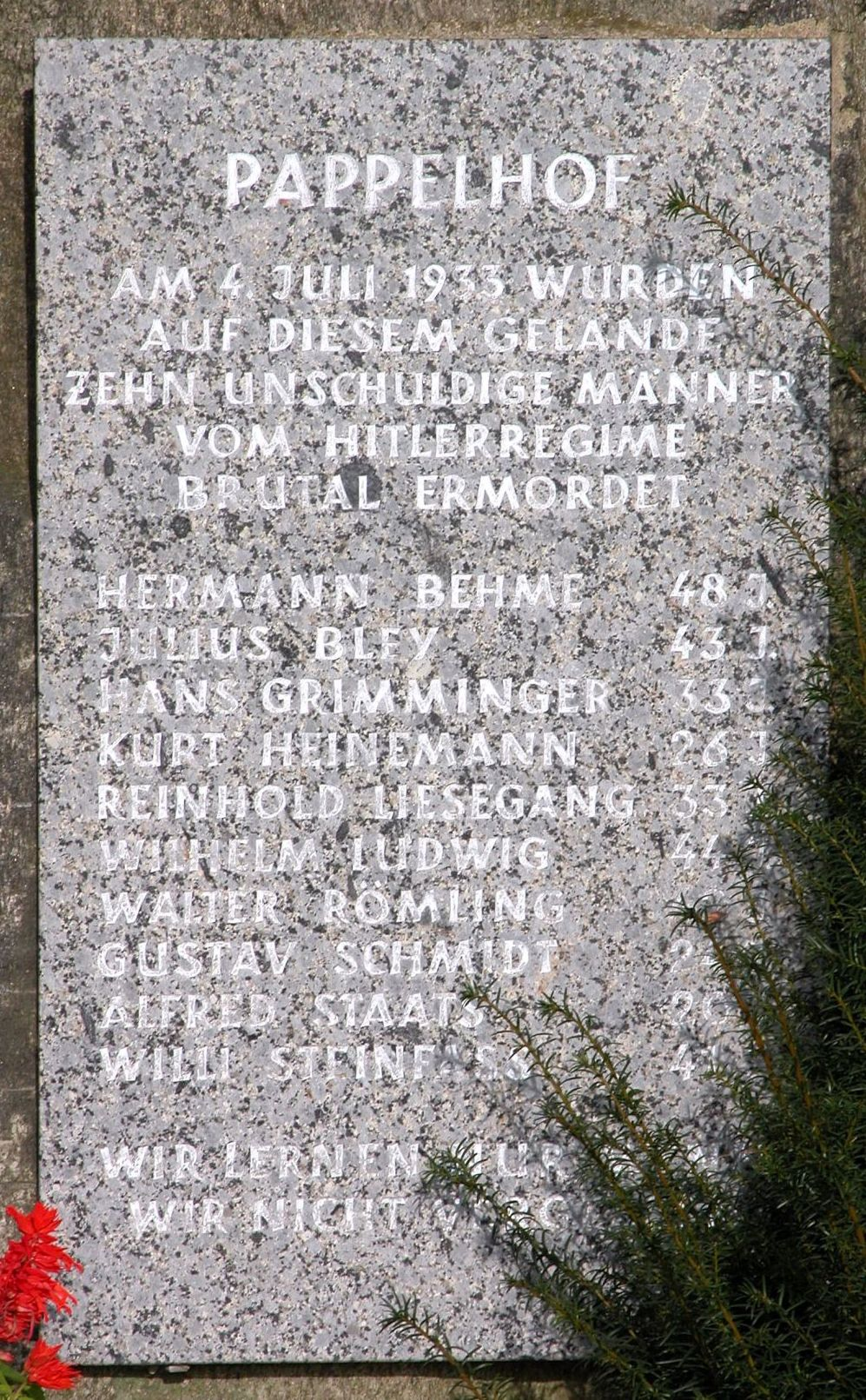
Rieseberg-Morde

Nach der nationalsozialistischen Machtübernahme wurde Alpers am 8. Mai 1933 Finanz- und Justizminister der braunschweigischen Landesregierung (bis 1934) unter NSDAP-Ministerpräsident Dietrich Klagges. Neben Klagges und dem Gestapo-Führer und späteren verurteilten Kriegsverbrecher Friedrich Jeckeln war Alpers ein weiterer Hauptverantwortlicher der Gleichschaltung und Verfolgung politischer Gegner im Freistaat Braunschweig.
Ihm unterstand die von Klagges geschaffene SS-Hilfspolizei, die für ihr brutales Vorgehen, zum Beispiel bei Aktionen gegen das „Volksfreund“-Haus der SPD und den Stahlhelm-Bund, berüchtigt war. Alpers war mittelbar oder unmittelbar für die Rieseberg-Morde verantwortlich sowie für die Verfolgung politischer Gegner, wie des braunschweigischen Ministerpräsidenten Heinrich Jasper und Matthias Theisens. Als Minister war er dafür bekannt, dass er nicht vor Rechtsbruch und/oder -beugung zurückschreckte, so versuchte er auch die Braunschweigische Staatsbank unter seine Kontrolle zu bekommen.

#### Generalforstmeister
1934 wurde Alpers zum „Gaujägermeister“ für den neu geschaffenen „Jagdgau Braunschweig“ ernannt und ließ in dieser Eigenschaft ab 1935 für „Reichsjägermeister“ Hermann Göring den Reichsjägerhof „Hermann Göring“ sowie den Reichsfalkenhof bei Riddagshausen, östlich von Braunschweig, errichten. Darüber hinaus ließ er für die seit 1933 alljährlich stattfindenden „Reichshubertusfeiern“ der Deutschen Jägerschaft eine „Weihestätte“ in den Hainbergen bei Bockenem errichten. Göring, mit dem Alpers sich gut verstand, ernannte Alpers mit Wirkung zum 1. November 1937 zum Nachfolger Walter von Keudells im Amte des preußischen Generalforstmeisters und zum Staatssekretär im Reichsforstamt. Dienstsitz war das Schloss Sacrow bei Potsdam, welches im NS-typischen Neoklassizismus umgebaut wurde. Wegen diverser Kompetenzstreitigkeiten gab es in der Folge immer wieder Differenzen mit Oberstjägermeister Ulrich Scherping. Von 1938 bis 1944 übernahm Alpers in der Nachfolge von Keudells auch das Amt des Vereinsleiters des Deutschen Forstvereins.

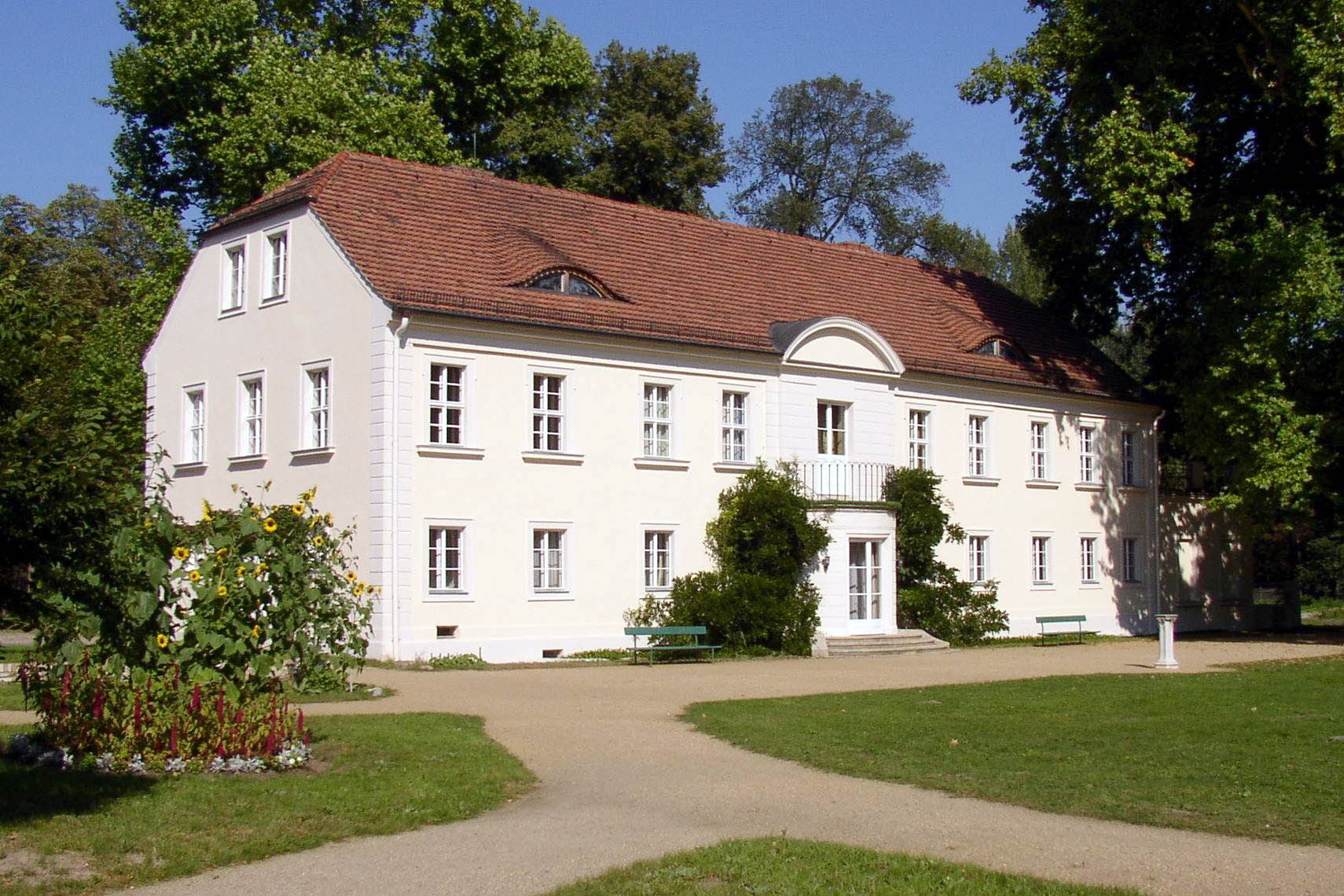
Dienstsitz Schloss Sacrow

Alpers war nun nicht mehr Justiz- und Finanzminister; er wurde zum Amtsinhaber des neu gegründeten „Braunschweigischen Ressortministeriums für Forst- und Jagdwesen“ ernannt.

#### Involvierung in Hungerpolitik 1941
Alpers war in die Planung der Hungerpolitik beim Unternehmen Barbarossa 1941 involviert. Am 2. Mai 1941, sieben Wochen vor dessen Beginn, war er als Mitglied von Hermann Görings Wirtschaftsführungsstab Ost Teilnehmer einer Besprechung von Staatssekretären mit hohen Offizieren der Wehrmacht „über Barbarossa“, deren Protokoll ausführt, dass „der Krieg nur weiter zu führen (ist), wenn die gesamte Wehrmacht im 3. Kriegsjahr aus Russland ernährt wird. Hierbei werden zweifellos zig Millionen Menschen verhungern, wenn von uns das für uns Notwendige aus dem Lande herausgeholt wird.“

#### Freiwilliger Fronteinsatz
Im Februar 1944 legte er sämtliche Ämter nieder, nachdem er sich bereits 1941 freiwillig zum Fronteinsatz gemeldet hatte. 
Sein Nachfolger im Amt wurde sein Freund Dietrich Klagges. Im Rang eines Majors wurde er als Führer des I. Bataillons des Fallschirmjägerregiments 9 an die Westfront versetzt. Nach dem Tod des ersten Regimentskommandeurs Kurt Stephani übernahm Alpers die Führung des Regiments am 21. August 1944. Am 3. September 1944 beging Alpers, bei Mons schwer verwundet, Suizid.

## Auszeichnungen
- Eisernes Kreuz (1939) II. und I. Klasse
- Frontflugspange für Aufklärer
- Deutsches Kreuz in Gold am 20. April 1942[1]
- Ritterkreuz des Eisernen Kreuzes am 14. Oktober 1942[1]
- Dienstauszeichnung der NSDAP in Bronze und Silber
- SS-Dienstauszeichnung
- Ehrendegen des Reichsführers SS
- Totenkopfring der SS
- Goldenes Parteiabzeichen der NSDAP am 30. Januar 1943[6]